# Det grønne møbel
Det grønne møbel er en dokumentarfilm fra 1996 instrueret af Peter Laursen efter eget manuskript.

## Handling
Dokumentarprogrammet »Det grønne møbel« fortæller om unge designeres arbejde med at udvikle nye møbler skabt med hensyntagen til miljø og ressourceforbrug. Filmen følger projektet "Det grønne møbel" fra dets begyndelse med fældning af syge elmetræer i Århus til den færdige møbeludstilling. Designerne fortæller om deres overvejelser ved skabelsen af fremtidens miljøvenlige arvestykker, og vi følger blandt andet tilblivelsen af en gyngesofa, fra idé, over møder med håndværkerne, til færdig møbel.